# Arigomphus cornutus
Arigomphus cornutus – gatunek ważki z rodziny gadziogłówkowatych (Gomphidae). Występuje w Ameryce Północnej (Stany Zjednoczone i Kanada).